# Liberi e romantici
Liberi e romantici è stato un progetto multimediale del cantante Scialpi, pubblicato nel 2011 in formato digitale, solamente in parte, dall'etichetta Swillow.
Era prevista la realizzazione di un album digitale composto da dodici cover che, con cadenza mensile, sarebbero state rese disponibili in rete per il download. Vennero effettivamente pubblicati solo due brani, I Believe I Can Fly di R. Kelly e Here I Am di Leona Lewis, poi il progetto venne abbandonato.
Le due copertine digitali sono state realizzate dal pittore Antonello Morsillo.

## Tracce
1. I Believe I Can Fly (R. Kelly)
2. Here I Am (Leona Lewis)